# Arbeitsgericht Weiden in der Oberpfalz
Das Arbeitsgericht Weiden in der Oberpfalz (amtlich: Arbeitsgericht Weiden i.d.OPf.) ist ein Gericht der Arbeitsgerichtsbarkeit und eines von elf Arbeitsgerichten im Freistaat Bayern.

## Gerichtsbezirk
Der Bezirk des Arbeitsgerichts Weiden erstreckt sich neben den kreisfreien Städten Amberg und Weiden in der Oberpfalz auf folgende Landkreise:
- Amberg-Sulzbach
- Cham
- Neustadt an der Waldnaab
- Schwandorf
- Tirschenreuth

## Sitz und Gerichtsgebäude
Sitz des Gerichts ist Weiden in der Oberpfalz (Ledererstraße 9).
Eine Außenkammer befindet sich in Schwandorf. Deren Zuständigkeit erstreckt sich innerhalb des Gerichtsbezirks auf die kreisfreie Stadt Amberg sowie die Landkreise Cham und Schwandorf.

## Instanzenzug
Rechtsmittelgericht für das Arbeitsgericht Weiden ist das Landesarbeitsgericht Nürnberg.

## Geschichte
Gemäß Arbeitsgerichtsgesetz vom 23. Dezember 1926 wurden in Deutschland Arbeitsgerichte gebildet. Diese waren nur in der ersten Instanz organisatorisch selbstständige Gerichte, die Landesarbeitsgerichte waren den Landgerichten zugeordnet. Am Landgericht Weiden in der Oberpfalz entstand so 1927 das Landesarbeitsgericht Weiden als eines von 23 Landesarbeitsgerichten in Bayern. In Weiden entstand das Arbeitsgericht Weiden als eines von sechs Arbeitsgerichten des Landesarbeitsgerichts. Sein Sprengel umfasste die Gerichtsbezirke der Amtsgerichte Weiden, Neustadt an der Waldnaab und Erbendorf. Es bestand eine allgemeine Kammer für Arbeiter und Angestellte und eine Kammer für das Handwerk sowie eine Angestelltenkammer für den Landesarbeitsamtsbezirk.
Bereits 1929 wurde die Zahl der Arbeitsgerichte deutlich reduziert. Das Landesarbeitsgericht Weiden wurde zum 1. Januar 1930 aufgehoben und das Arbeitsgericht Weiden kam zum Landesarbeitsgericht Nürnberg. Sein Sprengel umfasste nun die Gerichtsbezirke der Amtsgerichte Weiden, Neustadt an der Waldnaab und Vohenstrauß, da das Arbeitsgericht Vohenstrauß aufgehoben wurde.
Nach der Besetzung Deutschlands durch die Alliierten wurden 1945 zunächst alle Gerichte geschlossen. Die ordentlichen Gerichte wurden schon bald wieder eröffnet, während die Arbeitsgerichte zunächst nicht wieder eingerichtet wurden, so dass arbeitsgerichtliche Streitigkeiten von den ordentlichen Gerichten erledigt werden mussten. Gemäß Kontrollratsgesetz 21 vom 30. März 1946 sollten in Deutschland Arbeitsgerichte aufgebaut werden. Mit dem bayerischen Vollzugsgesetz vom 6. Dezember 1946 richtete das Staatsministerium für Arbeit und Sozialordnung am 30. Januar 1947 die Arbeitsgerichte wieder ein. Das Arbeitsgericht Weiden entstand dabei neu und wurde nun der Zweigstelle Nürnberg des Landesarbeitsgerichts München zugeordnet. Dem Arbeitsgericht Weiden wurden zwei Zweigstellen in Amberg und in Schwanberg zugeteilt (die vorgesehene Zweigstelle in Cham wurde nicht eröffnet). Zum 1. August 1953 wurde die Zweigstelle Amberg aufgehoben und, dass das Arbeitsgericht Weiden dort (wie auch in Cham) Gerichtstage halten solle. Seit 1973 ist das Landesarbeitsgericht Nürnberg wieder selbstständig und das Arbeitsgericht Weiden gehört zu seinem Sprengel.